# Leesau
Leesau (oberfränkisch: Liesa) ist ein Gemeindeteil des Marktes Thurnau im Landkreis Kulmbach (Oberfranken, Bayern). Leesau liegt in der Gemarkung Menchau.

## Geographie
Das Dorf liegt auf einem Hochplateau mit kleineren Erhebungen (Strich (499 m ü. NHN, 0,8 km westlich), Weißenberg (513 m ü. NHN, 0,9 km nördlich), Buchberg (523 m ü. NHN, 1,2 km südöstlich) und Melm (508 m ü. NHN, 0,8 km südwestlich)) am nördlichen Rand der Fränkischen Schweiz. Der Ort ist überwiegend von Acker- und Grünland umgeben. Im Norden verläuft die Bundesautobahn 70. Dort befindet sich eine Photovoltaikanlage. Westlich und östlich von Leesau gibt es je einen Baum, die beide als Naturdenkmäler ausgezeichnet sind. Die Kreisstraße KU 8 führt nach Großenhül (2,4 km südlich) bzw. nach Menchau (2 km nordöstlich).

## Geschichte
Der Ort wurde 1356 als „Lesein“ erstmals urkundlich erwähnt. Im Jahre 1421 wurde der Ort „Lessen“ genannt, 1526 „Lesaw“. Dem Ortsnamen liegt das Substantiv leština (slaw. für Haselnussgebüsch) zugrunde. Später kam es zur Angleichung an Ortsnamen benachbarter Siedlungen, die auf -au enden.
Gegen Ende des 18. Jahrhunderts bestand Leesau aus elf Anwesen. Das Hochgericht sowie die Dorf- und Gemeindeherrschaft übte das Giech’sche Amt Thurnau aus. Grundherren waren das Amt Thurnau (2 Höfe, 2 Halbhöfe, 4 Sölden, 1 Häuslein, 1 Tropfhaus) und die Pfarrei Thurnau (1 Söldengut), wobei das Amt Thurnau hier die Steuer- und Vogteigerechtigkeit innehatte.
Von 1797 bis 1810 unterstand der Ort dem Patrimonialgericht Thurnau. Mit dem Gemeindeedikt wurde Leesau 1811 dem Steuerdistrikt Hutschdorf und 1812 der Ruralgemeinde Hutschdorf zugewiesen. Mit dem Zweiten Gemeindeedikt (1818) wurde Leesau in die neu gebildete Ruralgemeinde Menchau umgemeindet. Am 1. Januar 1973 wurde Leesau im Zuge der Gebietsreform in Bayern in den Markt Thurnau eingegliedert.
In Leesau hat die Bamberger Malzfabrik Michael Weyermann ein Lager.

## Einwohnerentwicklung
| Jahr      | 001809 | 001818 | 001861 | 001871 | 001885 | 001900 | 001925 | 001950 | 001961 | 001970 | 001987 |
| Einwohner | 73     | 62     | 78     | 90     | 91     | 85     | 79     | 103    | 64     | 58     | 57     |
| Häuser    |        | 13     |        |        | 16     | 16     | 14     | 15     | 15     |        | 14     |
| Quelle    | [ 12 ] | [ 8 ]  | [ 13 ] | [ 14 ] | [ 15 ] | [ 16 ] | [ 17 ] | [ 18 ] | [ 19 ] | [ 20 ] | [ 1 ]  |

## Religion
Leesau ist seit der Reformation evangelisch-lutherisch geprägt und nach Berndorf gepfarrt.